# Улица Пейтавас

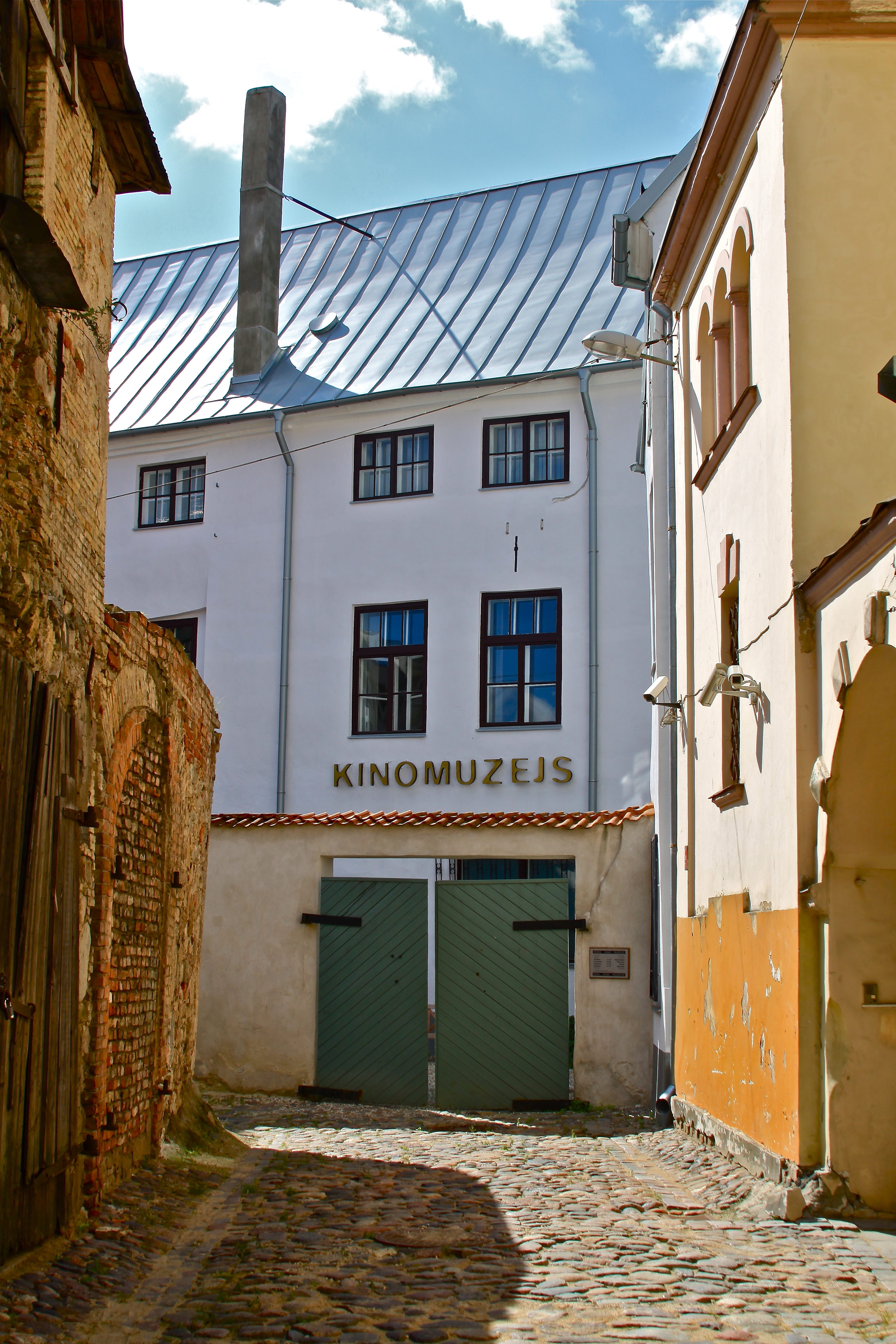

Синагога Пейтау-шул

Улица Пе́йтавас (латыш. Peitavas iela) — улица в Риге, в Старом городе.
Соединяет улицу Марсталю и улицу Калею. Длина улицы — 109 метров.

## История
В XIV—XVI столетиях территория Старой Риги между современными улицами Аудею, Калею и Пейтавас называлась ольшаником (по латински — alnea palus; в нижненемецкой традиции elderbrok, ellerbruk, elrebrok) или Ольшаниковым болотом. Затем деревья были вырублены и местность была благоустроена для строительства амбаров и зернохранилищ.
Древнейшее название улицы — Резе или Резена (от нижненемецкого — de Rehse strate, de Resenstrate, 1350—1568) восходит к именам местных домовладельцев Rese или Riese (Резенский двор возле городской крепостной стены). Близлежащие крепостные ворота и башня именовались Резенскими.
В 1577 году улицу назвали Пейтау (de Peutowenstrate, затем — Peitaustrasse), по фамилии семейства Пейтау (Peuthus, Puethows, Peutow). В XVII—XIX веках в городе существовали улицы Лиела Пейтау (Большая Пейтауская — ныне Алксная) и Маза Пейтау (Малая Пейтауская, ныне — Пейтавас). С 1923 года улица называется Пейтавас.
В конце XIX века в Старом городе образовалась еврейская религиозная община. Был приобретён участок земли для постройки синагоги, которую возвели в 1905 году по проекту архитекторов Вильгельма Неймана и Германа Зейберлиха. Синагога не была разрушена в период немецкой оккупации Риги 1941—1944 годов и действовала в советское время (1940—1941, 1944—1991 годы).

## Достопримечательности
- д. 6/8 — Рижская синагога[4].
- д. 10 — Рижский киномузей[5]